# Margarita de Baviera-Straubing
Margarita de Baviera (1363–Dijon, 23 de enero de 1423) fue la quinta hija de Alberto, duque de Baviera-Straubing, conde de Henao, Holanda, y Zelanda y señor de Frisia, y Margarita de Brieg. Fue regente de los Países Bajos borgoñones durante la ausencia de su esposo, en 1404-1419 y la regente en la Borgoña francesa durante la ausencia de su hijo en 1419-1423. Se la conoce sobre todo por su exitosa defensa de la Borgoña francesa contra Juan IV, conde de Armagnac en 1419.

## Matrimonio
En 1385, en la doble boda borgoñona celebrada en Cambrai, se casó con Juan, conde de Nevers, hijo y heredero de Felipe el Temerario, duque de Borgoña y Margarita de Dampierre, condesa de Flandes, Artois y Borgoña; al mismo tiempo, su hermano Guillermo II de Baviera se casaba con su hija Margarita de Borgoña. Con la muerte de Felipe el Atrevido en 1404, y Margarita de Dampierre en 1405, Juan heredó estos territorios, y Margarita se convirtió en duquesa/condesa consorte. Sólo tuvieron un hijo, Felipe el Bueno (1396–1467), quien heredó estos territorios, y siete hijas.

## Descendientes
- Margarita, condesa de Gien y Montargis (1393–2 de febrero de 1441, París), casó el 30 de agosto de 1404 con Luis, delfín de Francia, más tarde, el 10 de octubre de 1422, con Arturo de Richemont, condestable de Francia, el futuro duque de Bretaña.
- Catalina (m. 1414, Gante).
- María (m. 30 de octubre de 1463, Monterberg bei Kalkar). Se casó con Adolfo, duque de Cléveris.
- Felipe el Bueno, su sucesor (1396-1467).
- Isabel (m. 18 de septiembre de 1412), que se casó en Arras el 22 de julio de 1406 con Olivier de Châtillon-Blois, conde de Penthièvre y Périgord.
- Juana (n. 1399, Bouvres), m. joven.
- Ana (1404 - 14 de noviembre de 1432, París), se casó con Juan, duque de Bedford.
- Inés (1407 - 1 de diciembre de 1476, Château de Moulins), que se casó con Carlos I, duque de Borbón.

## Linaje
|  |                          |  |  |  |  |  |  |  |  |  |  |  |  |  |  |  |
|  | Luis II de Baviera       |  |  |  |  |  |  |  |  |  |  |  |  |  |  |  |
|  |                          |  |  |  |  |  |  |  |  |  |  |  |  |  |  |  |
|  |                          |  |  |  |  |  |  |  |  |  |  |  |  |  |  |  |
|  | Luis IV, emperador       |  |  |  |  |  |  |  |  |  |  |  |  |  |  |  |
|  |                          |  |  |  |  |  |  |  |  |  |  |  |  |  |  |  |
|  |                          |  |  |  |  |  |  |  |  |  |  |  |  |  |  |  |
|  | Matilde de Habsburgo     |  |  |  |  |  |  |  |  |  |  |  |  |  |  |  |
|  |                          |  |  |  |  |  |  |  |  |  |  |  |  |  |  |  |
|  |                          |  |  |  |  |  |  |  |  |  |  |  |  |  |  |  |
|  | Alberto I de Baviera     |  |  |  |  |  |  |  |  |  |  |  |  |  |  |  |
|  |                          |  |  |  |  |  |  |  |  |  |  |  |  |  |  |  |
|  |                          |  |  |  |  |  |  |  |  |  |  |  |  |  |  |  |
|  | Guillermo I de Henao     |  |  |  |  |  |  |  |  |  |  |  |  |  |  |  |
|  |                          |  |  |  |  |  |  |  |  |  |  |  |  |  |  |  |
|  |                          |  |  |  |  |  |  |  |  |  |  |  |  |  |  |  |
|  | Margarita II de Henao    |  |  |  |  |  |  |  |  |  |  |  |  |  |  |  |
|  |                          |  |  |  |  |  |  |  |  |  |  |  |  |  |  |  |
|  |                          |  |  |  |  |  |  |  |  |  |  |  |  |  |  |  |
|  | Juana de Valois          |  |  |  |  |  |  |  |  |  |  |  |  |  |  |  |
|  |                          |  |  |  |  |  |  |  |  |  |  |  |  |  |  |  |
|  |                          |  |  |  |  |  |  |  |  |  |  |  |  |  |  |  |
|  | Margarita de Baviera     |  |  |  |  |  |  |  |  |  |  |  |  |  |  |  |
|  |                          |  |  |  |  |  |  |  |  |  |  |  |  |  |  |  |
|  |                          |  |  |  |  |  |  |  |  |  |  |  |  |  |  |  |
|  | Boleslao III el Generoso |  |  |  |  |  |  |  |  |  |  |  |  |  |  |  |
|  |                          |  |  |  |  |  |  |  |  |  |  |  |  |  |  |  |
|  |                          |  |  |  |  |  |  |  |  |  |  |  |  |  |  |  |
|  | Luis I de Brzeg          |  |  |  |  |  |  |  |  |  |  |  |  |  |  |  |
|  |                          |  |  |  |  |  |  |  |  |  |  |  |  |  |  |  |
|  |                          |  |  |  |  |  |  |  |  |  |  |  |  |  |  |  |
|  | Margarita de Bohemia     |  |  |  |  |  |  |  |  |  |  |  |  |  |  |  |
|  |                          |  |  |  |  |  |  |  |  |  |  |  |  |  |  |  |
|  |                          |  |  |  |  |  |  |  |  |  |  |  |  |  |  |  |
|  | Margarita de Brieg       |  |  |  |  |  |  |  |  |  |  |  |  |  |  |  |
|  |                          |  |  |  |  |  |  |  |  |  |  |  |  |  |  |  |
|  |                          |  |  |  |  |  |  |  |  |  |  |  |  |  |  |  |
|  | Enrique IV el Leal       |  |  |  |  |  |  |  |  |  |  |  |  |  |  |  |
|  |                          |  |  |  |  |  |  |  |  |  |  |  |  |  |  |  |
|  |                          |  |  |  |  |  |  |  |  |  |  |  |  |  |  |  |
|  | Inés de Głogów           |  |  |  |  |  |  |  |  |  |  |  |  |  |  |  |
|  |                          |  |  |  |  |  |  |  |  |  |  |  |  |  |  |  |
|  |                          |  |  |  |  |  |  |  |  |  |  |  |  |  |  |  |
|  | Matilde de Brandemburgo  |  |  |  |  |  |  |  |  |  |  |  |  |  |  |  |
|  |                          |  |  |  |  |  |  |  |  |  |  |  |  |  |  |  |
|  |                          |  |  |  |  |  |  |  |  |  |  |  |  |  |  |  |